# Mario Pérez Zúñiga
Mario Pérez Zúñiga (17 de junho de 1982) é um futebolista profissional mexicano que atua como defensor.

## Carreira
Mario Pérez Zúñiga representou a Seleção Mexicana de Futebol nas Olimpíadas de 2004.